# Can Solà (Rubí)
Can Solà és una masia del municipi de Rubí (Vallès Occidental) protegida com a bé cultural d'interès local.

## Descripció
És una masia del tipus II-2 (segons la classificació de Danés i Torras). Els canvis introduïts no han alterat l'estructura original, conservant-se en bon estat els elements que abans s'utilitzaven de forma quotidiana: un celler amb un arc tapiat, la xemeneia que ocupa una estança, la cuina amb la pica de pedra, el forn al costat de la xemeneia, el rebost, la premsa d'oli, el petit molí i altres elements de detall com estris de treball i interessants rajoles pintades a mà.
El sistema estructural resulta atípic, presenta volta catalana rebaixada en els cossos que donen a la façana a la planta baixa i bigues de fusta amb tauler de rajola a la resta, els quals actualment estan en molt mal estat de conservació, ja que han de ser apuntalats. A la planta primera destaca l'estructura de fusta de la coberta que funciona com una encavallada, els cavalls i tirants van separats. La casa queda una mica desfigurada per l'habitatge que s'ha construït a sobre de la cuina i que té un accés diferent. Hi ha una zona que sembla reconstruïda fa poc temps, a causa del seu previ enfonsament.

## Història
Antigament era coneguda amb el nom de Mas Majó. Les primeres notícies escrites són de 1420. El 1611, trobem Berenguer d'Oms, senyor del castell, que s'estableix de nou al Mas Solà i Majó, amb tots els honors i possessions. L'any 1718, l'Intendent General de Catalunya va donar permís als seus propietaris per utilitzar les aigües que afloraven dins la finca, per regar i altres menesters. De la lectura de diversos documents del segle xviii es dedueix que aquesta propietat era una de les més pròsperes, una important explotació agropecuària del terme de Rubí, que acollia a un bon nombre de treballadors. Alguns dels seus propietaris varen ocupar importants càrrecs municipals, jurats i batlles, als segles XVII, xviii i xix. La finca s'ha convertit en una urbanització.